# نورا نوفا
نورا نوفا (بالبلغارية: Ахинора Куманова)‏ (بالألمانية: Nora Nova)‏ هي مغنية ألمانية وبلغارية، ولدت في 8 مايو 1928 في صوفيا في بلغاريا.

## وصلات خارجية
- نورا نوفا على موقع IMDb (الإنجليزية)
- نورا نوفا على موقع ميوزك برينز (الإنجليزية)
- نورا نوفا على موقع أول ميوزيك (الإنجليزية)
- نورا نوفا على موقع ديسكوغز (الإنجليزية)
- نورا نوفا على موقع قاعدة بيانات الفيلم (الإنجليزية)